# 원경국사
원경국사(元敬國師, ? ~ 1183년)는 고려 시대의 왕족이자 승려이다. 인종과 공예태후 임씨의 넷째 아들이다. 이름은 충희(冲曦)이다.

## 생애

### 가계
언제 태어났는지는 분명하지 않으며, 고려의 제17대 왕인 인종(仁宗)과 그 왕비 공예태후 임씨(恭睿太后 任氏)의 넷째 아들로 태어났다. 성은 왕(王), 이름은 충희(冲曦) 또는 현희(玄曦), 본관은 개성(開城)이다. 의종(毅宗), 명종(明宗), 신종(神宗) 등과 친형제 간이다.

### 왕자 시절
1148년(의종 2년) 음력 11월 충희는 당시 흥왕사(興王寺)의 법존(法尊)으로 있었는데, 충희의 맏형인 의종이 이를 증세승통(拯世僧統)으로 삼았다. 이후 1157년(의종 11년) 음력 1월 13일에는 약 200여 명의 승려들과 함께 의종이 친히 보는 앞에서 기복재(祈福齋)를 올렸으며, 1167년(의종 21년) 음력 4월 15일에는 청녕재(淸寧齋)에서 연회를 열고 의종과 여러 대신들을 초청하여 즐기기도 하였다.
그러나 1177년(명종 7년) 흥왕사의 한 중이 변고가 있다고 고하였는데, 그 내용은 "승통 충희가 여러 승려들과 몰래 음모를 꾀하고 있다."라는 것이었다. 이로 인해 충희의 시종을 국문하였으나, 아무런 혐의를 찾을 수 없어 모두 석방하였다.
한편 1180년(명종 10년)에는 모후인 공예태후가 유종(乳瘇)을 앓게 되었다. 당시 명종은 충희를 불러 이를 치료하게 하였는데, 정작 궁에 들어온 충희는 여러 궁녀들 뿐 아니라 수안궁주와도 문란한 관계를 가졌다. 이러한 소문이 궁 외부로까지 퍼지게 되자 당시 우사간으로 있던 최선(崔詵)은 이러한 충희의 난잡한 행동을 고하며 충희를 궁에서 내보낼 것을 간하였다. 하지만 최선의 상소문을 읽은 명종은 크게 놀라며, "뜻밖에 사간이 우리 형제를 이간질 하는구나." 라고 하면서 오히려 최선을 파직시켰다. 이후 대간들은 충희가 어떠한 행동을 해도 감히 간하지 못하였다. 뿐만 아니라 대신들이 모두 충희에게 붙어 공공연하게 뇌물을 갖다 바치기도 하였다.

### 사망
충희는 1183년(명종 13년)에 사망하였다. 매장지 등은 기록되어 있지 않아 알 수 없고, 호는 원경국사(元敬國師)이다. 당시 충희가 죽자 명종은 이 사실을 모후 공예태후가 비통해할 것을 두려워하여 일부러 알리지 않았는데, 수개월이 지나서야 아들 충희가 죽은 것을 알게 된 공예태후는 여러 장수들이 충희를 죽였다고 생각하고 분하게 여기다가 결국 병이 들었다. 때마침 충희의 바로 아랫동생인 평양공(平諒公, 훗날의 신종)도 병이 생겨 공예태후에게 찾아오지 못하고 있었는데, 공예태후는 평양공도 충희와 함께 화를 당했다고 생각하였다. 결국 얼마 후 평양공이 직접 공예태후에게 찾아오면서 공예태후는 기력을 약간 회복하였으나, 결국 공예태후도 이 해 음력 11월 22일 75세를 일기로 사망하였다.

### 기타
강원도 영월군 영월읍에 있는 절 보덕사(報德寺)의 극락보전(極樂寶殿), 염불당(念佛堂), 고법당(古法堂), 침운루(沈雲樓) 등을 중건하기도 하였다. 단 현재 남아있는 보덕사의 건물들은 모두 조선 시대 후기 양식으로, 당시 원경국사가 중건한 건물은 남아있지 않은 것으로 보인다.

## 가족 관계
- 부왕 : 인종 (仁宗, 1109년 ~ 1146년, 재위 : 1122년 ~ 1146년) - 고려의 제17대 왕
- 모후 : 공예태후 임씨 (恭睿太后 任氏, 1109년 ~ 1183년)
  - 형 : 의종 (毅宗, 1127년 ~ 1173년, 재위 : 1146년 ~ 1170년) - 고려의 제18대 왕
  - 형 : 대령후 경 (大寧侯 暻, 1130년 ~ ?)
  - 형 : 명종 (明宗, 1131년 ~ 1202년, 재위 : 1170년 ~ 1197년) - 고려의 제19대 왕
    - 조카 : 강종 (康宗, 1152년 ~ 1213년, 재위 : 1211년 ~ 1213년) - 고려의 제22대 왕

  - 동생 : 신종 (神宗, 1144년 ~ 1204년, 재위 : 1197년 ~ 1204년) - 고려의 제20대 왕
    - 조카 : 희종 (熙宗, 1181년 ~ 1237년, 재위 : 1204년 ~ 1211년) - 고려의 제21대 왕

  - 남매 : 승경궁주 (承慶宮主, 생몰년 미상)
  - 남매 : 덕녕궁주 (德寧宮主, ? ~ 1192년)
  - 남매 : 창락궁주 (昌樂宮主, ? ~ 1216년)
  - 남매 : 영화궁주 (永和宮主, 1141년 ~ 1208년)